# Organické sloučeniny ruthenia
Organické sloučeniny ruthenia jsou organokovové sloučeniny obsahující vazby mezi atomy ruthenia a uhlíku. Několik takových sloučenin má využití v průmyslové katalýze a organorutheniové sloučeniny mají také možné využití při léčbě nádorů.
Chemickými vlastnostmi se částečně podobají organickým sloučeninám železa, aprotože železo se v periodické tabulce nachází přímo nad rutheniem. Nejčastěji používanými sloučeninami pro přípravu organorutheniových sloučenin jsou chlorid ruthenitý a dodekakarbonyl triruthenia.
Ve svých organokovových sloučeninách může ruthenium zaujímat oxidační čísla od -2 ([Ru(CO)4]2−) do +6 ([RuN(Me)4]−), nejčastější je +2.

Grubbsův katalyzátor 1. generace
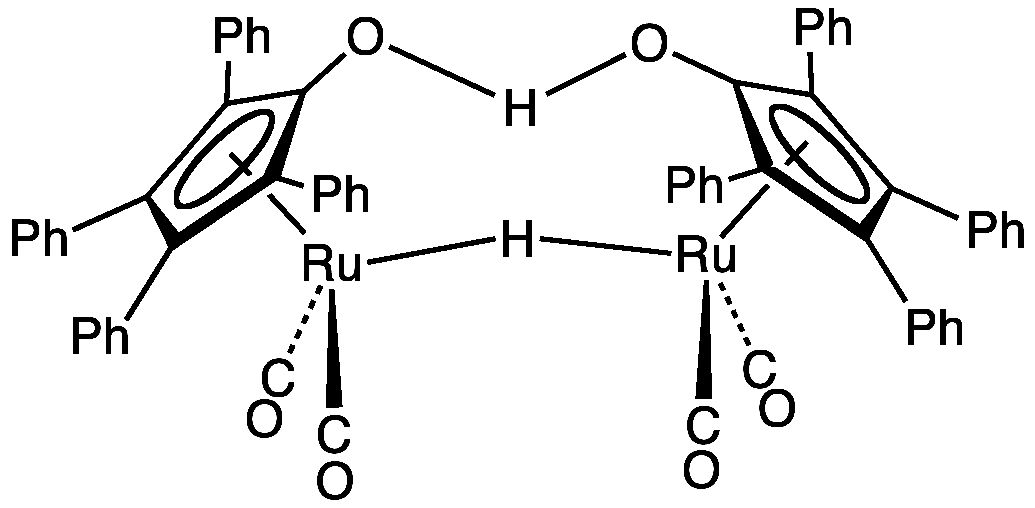
Švoův katalyzátor
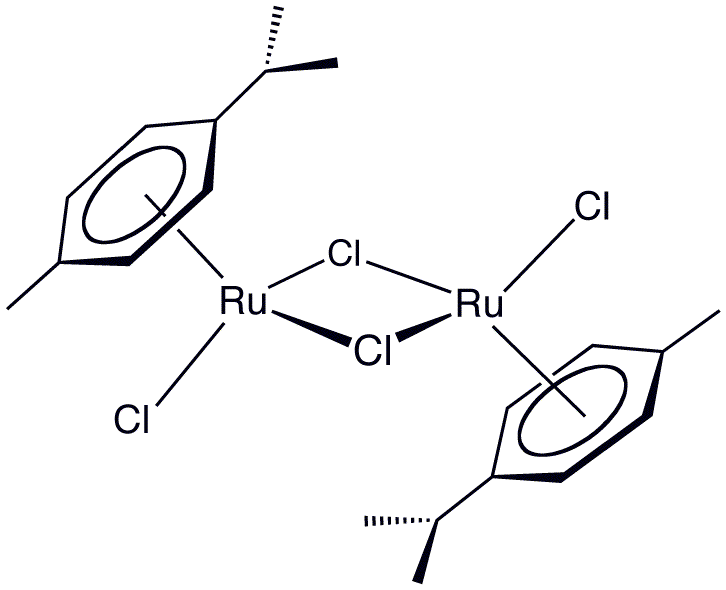
Dimer (cymen)rutheniumdichloridu
dodekakarbonyl triruthenia
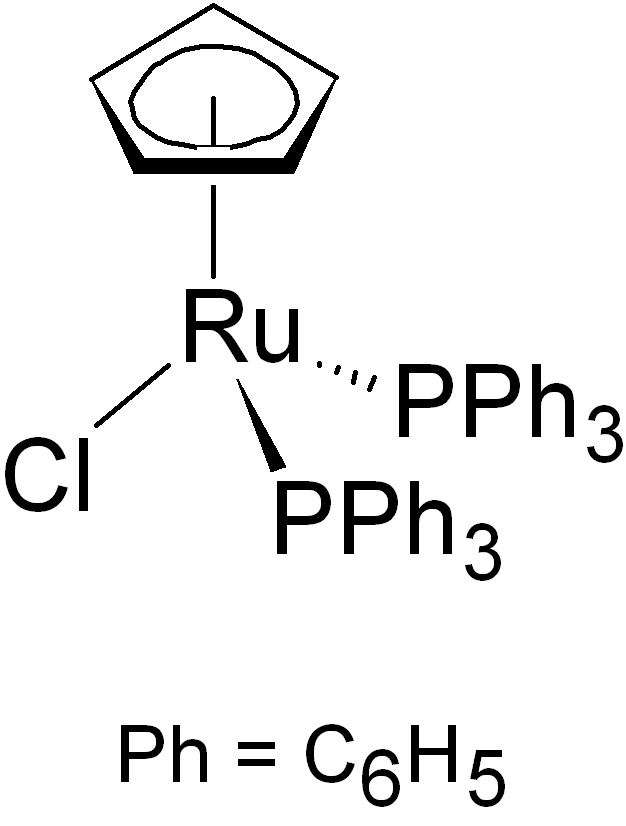
chlor(cyklopentadienyl)bis(trifenylfosfin)ruthenium
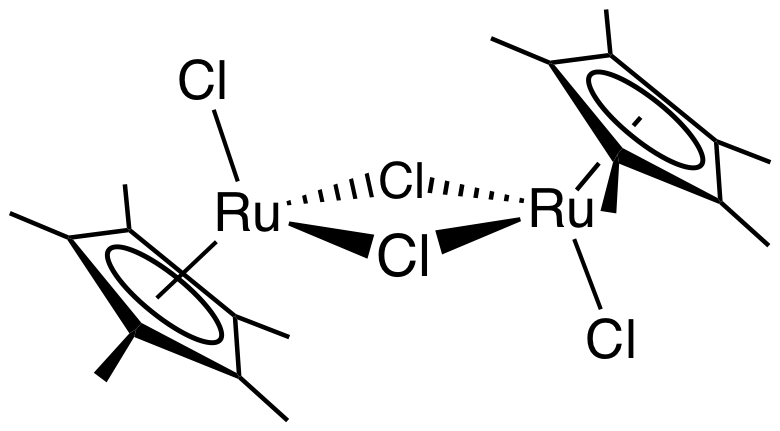
dimer pentamethylcyklopentadienylrutheniumdichloridu

## Ligandy
Podobně jako ostatní pozdní přechodné kovy se ruthenium lépe navazuje na měkké ligandy.
Nejvýznamnějšími ligandy ruthenia jsou:
- halogeny, obzvláště chlor
- fosfiny, například trifenylfosfin
- N-heterocyklické karbeny
- cyclopentadienyly
- areny a dieny
- oxid uhelnatý.
- Hydridy přechodných kovů, jako je Shvoův katalyzátor
- komplexy kovů s karbeny, využití mají u Grubbsových katalyzátorů.

### Fosfinové ligandy
Zatímco monodentátní ligandy, jako jsou trifenylfosfin a tricyklohexylfosfin, se vyskytují nejčastěji, tak jsou také jsou popsány bidentátní ligandy, využívané k přípravám organorutheniových sloučenin. BINAP je použitelný jako asymetrický ligand pro mnoho různých asymetrických rutheniových katalyzátorů.

### N-heterocyklické karbeny
N-heterocyklické karbeny (NHC) jsou velmi častými ligandy v organorutheniových komplexech.
NHC ligandy lze připravit s vyladěnými sterickými i elektronovými vlastnostmi, mohou být i chirální pro použití v asymetrické katalýze.
NHC se často používají jako náhrady fosfinových ligandů, příkladem může být Grubbsův katalyzátor druhé generace, v němž je fosfin z katalyzátoru první generace nahrazen NHC.

### Cyklopentadienylové ligandy
Ruthenocen je jako koordinačně nasycená sloučenina nereaktivní a neobsahuje reaktivní skupiny. Švoův katalyzátor ([Ph4(η5-C4CO)]2H]}Ru2(CO)4(μ-H)) je také koordinačně nasycen, ale obsahuje reaktivní OH a RuH skupiny, které umožňují jeho zapojování do přenosových hydrogenací. Používá se při hydrogenacích aldehydů a ketonů, disproporcionacích aldehydů na estery a izomerizacích allylalkoholů.
Chlor(cyklopentadienyl)bis(trifenylfosfin)ruthenium má reaktivní chloroskupinu, kterou lze lehce vyměnit za organické substráty.

### Arenové a alkenové ligandy
Jako příklad Ru-arenového komplexu lze uvést dimer (cymen)rutheniumdichloridu, prekurzor katalyzátorů přenosových hydrogenací. Acenaftylen vytváří katalyzátor s dodekakarbonylem triruthenia. Hapticita hexamethylbenzenových ligandů u Ru(C6Me6)2 závisí na oxidačním čísle kovového centra.
Ru(COD)(COT) může katalyzovat dimerizaci norbornadienu:
Vícejaderné organorutheniové komplkey byly zkoumány jako možná protinádorová léčiva. Prozkoumány byly dvoj-, troj- a čtyřjaderné komplexy a tetra-, hexa- a okta-metallaklece.

### Karbonyly
Nejvýznamnějším karbonylem ruthenia je dodekakarbonyl triruthenia, Ru3(CO)12. Analogy Fe(CO)5 a Fe2(CO)9 nemají větší využití. Pentakarbonyl ruthenia se snadno dekarbonyluje:
Ru3(CO)12 + 3 CO {\displaystyle {\overrightarrow {\leftarrow }}} 3 Ru(CO)5
Karbonylací chloridu ruthenitého vznikají ruthenaté Ru(II) chlorokarbonyly, používané jako prekurzory Ru3(CO)12.

## Organické sloučeniny osmia
Osmium, těžší prvek 8. skupiny, vytváří komplexy s podobnými vlastnostmi jako ruthenium. Protože je dražší než ruthenium, tak jsou jeho komplexy méně prozkoumané a využívané. Díky svému vysokému obratovému číslu je však oxid osmičelý používán jako významné oxidační činidlo, hlavně při přeměnách alkenů na 1,2-dioly.
5d orbitaly Os mají vyšší energie než 4d orbitaly Ru, což vede k silnější π retrodonaci na alkeny a CO, tedy i tvorbě stabilnějších organických sloučenin, jako jsou například sloučeniny typu [Os(NH3)5(alken)]2+ nebo [Os(NH3)5(aren)]2+.
Významnou skupinou sloučenin, přinejmenším ve výzkumu, jsou karbonyly, jako dodekakarbonyl triosmia a dekakarbonyldihydridotriosmium. Fosfinové komplexy se podobají odpovídajícím komplexům ruthenia, ale jejich hydridové deriváty, například OsHCl(CO)(PPh3)3, bývají stálejší.